# Bolitogyrus thomasi
Bolitogyrus thomasi (лат.) — вид коротконадкрылых жуков рода Bolitogyrus из подсемейства Staphylininae
(Staphylinidae). Неотропика: Коста-Рика, Heredia. Вид назван в честь американского энтомолога Поля Томаса (Paul N. Thomas, Чикаго, США).

## Описание
Длина около 1 см, окраска более бледная, чем у близкого вида Bolitogyrus cornutus, без металлического блеска; голова, надкрылья, пронотум и брюшко желтовато-коричневые. Переднеспинка с тремя пунктурами в дорзальном ряду; латеральные края пронотума сильно сближаются кпереди. Антенномеры I–V усиков без плотного опушения; боковые части задних голеней без шипиков, только со щетинками; глаза сильно выпуклые и занимающие почти всю боковую поверхность головы. Обнаружен во влажных вечнозелёных лесах.
Вид был впервые описан в 2014 году датским колеоптерологом Адамом Брунком (Adam J. Brunke; Biosystematics, Natural History Museum of Denmark, University of Copenhagen,  Копенгаген, Дания).